# Torneio Início Paulista de 1947
O Torneio Início Paulista de 1947, foi a 27.ª edição da competição. Todos os jogos eram disputados em um único dia e os jogos eram disputados em dois tempos de 10 minutos e o desempate foi por números de escanteios.

## Árbitros utilizados
- José Peregrino
- Moura Leite
- João Barata
- Augusto Ramos
- Agenor Ribeiro
- Aldo Bernardi
- Pedro Calil
- Valdemar Lacerda
- Bruno Nina
- João Etzel

## Times participantes
- Comercial Futebol Clube (São Paulo)
- Sport Club Corinthians Paulista
- Jabaquara Atlético Clube
- Clube Atlético Juventus
- Nacional Atlético Clube
- Sociedade Esportiva Palmeiras
- Associação Portuguesa de Desportos
- Associação Atlética Portuguesa
- Santos Futebol Clube
- São Paulo Futebol Clube
- Clube Atlético Ypiranga

## Jogos
Os jogos foram realizados no dia 11 de maio, no estádio do Pacaembu. A renda foi de Cr$ 161.118,00. E um público de 21.058 pagantes.

### Primeira fase
1. Jabaquara 1 x 0 Juventus
2. Palmeiras 2 x 0 Nacional
3. Ypiranga 0 x 0 Santos (Escanteios 1 x 0)
4. Portuguesa 0 x 0 Comercial (Escanteios 1 x 0 )
5. Portuguesa Santista 0 x 0 Corinthians (Escanteios 3 x 2 )
6. São Paulo 1 x 0 Jabaquara
7. Palmeiras 0 x 0 Ypiranga (Escanteios 1 x 0 )

### Semi final
1. Portuguesa 1 x 0 Portuguesa Santista
2. São Paulo 1 x 0 Palmeiras

### Final
Portuguesa 3 x 1 São Paulo
Juiz: João Etzel
Gols: Antoninho,aos 2 minutos; Renato, aos 8 e aos 13 minutos; Farid, aos 18 minutos.
Portuguesa: Caxambu; Lorico e Nino; Laudelino, Manoelão e Hélio; Renato, Pinga II, Nininho, Farid e Simão.
São Paulo: Gijo; Saverio e Renato; Azambuja, Zarzur e Noronha; Ferrari, Ieso, Antoninho, Remo e Teixeirinha.

## Campeão
| Torneio Início Paulista 1947                          |
| São Paulo                                             |
| ----------------------------------------------------- |
| Associação Portuguesa de Desportos Campeã (2º título) |